# نیژنیایا سلطانوفکا
نیژنیایا سلطانوفکا (به لاتین: Nizhnyaya Sultanovka) یک منطقهٔ مسکونی در روسیه است که در استان آستراخان واقع شده‌است.